# Victor N'Dip
Victor N'Dip Akem (Yaundé, Camerún; 18 de agosto de 1967) es un exfutbolista camerunés. Jugaba de defensa central y fue internacional absoluto por la selección de Camerún en 50 encuentros entre 1986 y 1994. Formó parte de los planteles que jugaron la Copa Mundial de 1990 y 1994.

## Selección nacional

### Participaciones en Copas del Mundo
| Copa            | Sede           | Resultado        |
| --------------- | -------------- | ---------------- |
| Mundial de 1990 | Italia         | Cuartos de final |
| Mundial de 1994 | Estados Unidos | Primera fase     |

### Participaciones en Copas Africanas
| Copa                           | Sede      | Resultado    |
| ------------------------------ | --------- | ------------ |
| Copa Africana de Naciones 1986 | Egipto    | Final        |
| Copa Africana de Naciones 1988 | Marruecos | Campeón      |
| Copa Africana de Naciones 1992 | Senegal   | Cuarto lugar |

## Clubes
- Fuente:[1][4]

| Club             | País           | Año       |
| ---------------- | -------------- | --------- |
| Camark Kumba     | Camerún        | 1983-1985 |
| Union Douala     | Camerún        | 1985-1988 |
| Canon Yaoundé    | Camerún        | 1988-1992 |
| Olympique Mvolyé | Camerún        | 1992-1994 |
| Hawaii Tsunami   | Estados Unidos | 1994-1996 |
| Olympique Mvolyé | Camerún        | 1997      |